# Рана исламска филозофија
Рана исламска филозофија или класична исламска филозофија је израз који се користи за период у развоју исламске филозофије који је започео у 2. веку по Хиџри, односно на почетку 9. века нове ере, и трајао до 6. века по Хиџри, односно краја 12. века. Он кореспондира са периодом који се назива исламско златно доба, односно када су, између осталог, достигнућа исламске филозофије и науке имале значајан утицај на развој тих области у каснијим периодима, односно другим деловима света.

## Школе филозофије
Ране филозофске школе у исламском свету се деле у две опште групе: исламска перипатетичка филозофија (хикмат ал-маша) и исламска илуминативна филозофија (хикмат ал-ишрак).
Исламска перипатичка филозофија у својим рационалним фундаментима је блиска Аристотеловом филозофском систему. Она је заснована на демонстрацији и рационалној валидности. Огромним залагањем Абу Јакуба Исхака ал-Киндија, Абу Насра Фарабија, Абул-Хасан Амирија, Абу Али Сине (Авицине), Фахрудина Разија и Ибн Рушда (Авероеса), ова филозофска школа је у великој мери усавршена. Историјски подаци сведоче о томе да је Аристотел углавном ходао док је износи своје теорије ученицима, а да су га они ходајући слушали и бележили. Историчари сматрају да се филозофија коју они представљају управо зато назива перипатетичком филозофијом.
Термин ал-ишрак у арапском језику означава осветљење, сијање и самопоказивање. Посматрано из историјског аспекта, исламска илуминативна филозофија је прва и настарија врста филозофије. У исламском свету, предводник ове школе филозофије је био Шихабудин Јахја ибн Набш Сухравади (погубљен 1191. године), а његови следбеници попут Шахразурија и Кутубина Ширазија су дотатно развили ову школу.

## Утицајни филозофи

### Абу Исхак Кинди
За време абасидске династије и након утемељења глобалног друштвеног поретка који је у историји познат као Преводилачки покрет, а који је реализован под потпуним поткровитељством исламског калифата, муслимани су се упознали са сиријачким и арапским преводима најзначајнијих делова старогрчке литературе. Историчари исламске филозофије углавном наводе де је Абу Јусуф Јакуб ибн Исхак Кинди (801 – 874) био први муслиман који се на систематизован начин посветио истраживању и изучавању филозофије. То је разлог зашто га многи историчари сматрају првим муслиманским филозофом.
Куфа је у 8. и 9. веку представљала центар рационалних наука, а овде се Кинди школовао у једном напредном научном и истраживачком амбијенту. Он је савладао филозофију и остале оновремене рационалне науке. Кинди је, између осталог, одлично знао и старогрчки и сиријачки језик, те је превео на свој матерњи арапски језик драгоцена дела из њихових научних баштина. Тако је урадио нови превод Платонових Енеада, које је раније на арапски превео ал-Химси. Историчари филозофије и научни аналитичари и критичари Киндијеве тракте деле у седамнаест различитих група услед његове научне универзалности. Разне научне дициплине попут филзофије, логике, математике, музике, астрономије, геометрије, тригонометрије, медицине и осталих научних области, обухваћене су његовим истраживачким подухватима. 
Кинди је био приви исламски филозоф који је на врло транспарентан и објективан начин обзнанио сагласност између филозофије као рационалног светопогледа и религије као сакралног обухватног светоназора. Његова разматрања на ту тему утрла су пут каснијим исламским филозофима попут Фарабија, Авицене и Абероеса. Кинди у својој прворазредној доктрини прихвата строге логичке принципе рационалног сагледања истине, те на основу тога тумачи религију уз помоћ филозофски валидних аргументација. Када образлаже своје ставове са тим у вези, он истински религију назива божанским знањем и тврди да њен епистемолошки степен превазилази ниво једноставне филозофије. На тај начин, он објашњава да се религијске науке разумеју помоћу просветљене и божанске моћи, односно захваљујући духовном капацитету који поседују само божији одабрани представници. Најзад, Кини закључује да овом својом доктрином коначно успева да сједини религијско поимање чињеница са филозофским рационалним светопогледом.

### Мухамед ибн Зекерија Рази
Мухамед ибн Зекерија Рази је својевремено, у дона абасидског калифа Менсура ибн Исхака ибн Ахмеда Баваникија (владао 903-909), председавао главним одбором централне болнице у Реју. Филозофију је учио код Балхија, а био је и добар познавалац емпиријских наука.
Рази је за собом оставио велики број драгоцених дела. Ибн Недим сматра да је Рази написао преко 147 научних дела, укључујући и научне тракте и есеје. Од филозофских списа које је оставио за зобом, а који се и данас чувају, се издвајају:
- Тиб ат-раухани
- ас-Сира ал-фалсафија
- Имарат ал-икбал ва ад-даула
- Китаб ал-лазза
- Китаб ал-илм ал-илахи
- Макалатун фи ма ба'д ат-таби'а

Рази није следио неки јасан систем у филозофији. Међутим, с обзиром на доминантан научни амбијент његовог времена, историчари сматрају да је он један од најстакнутијих муслиманских научника у историји. Рази је разуму давао примат у својим научним истраживањима и ова његова наклоњеност била је главни узрок његовог екстремног оснањања на разум и његове пресуде. Такав приступ у његовим делима постепено прераста у једини начин сагледавања истине. Наиме, он је касније сматрао да је разум главни извор сазнања у свим наука и научним сферама. Зато је говорио да друге методе човековог сазнања, попут индукције, духовне инспирације и интуиције, па чак некада и откровења, не могу у потпуности разотркити истинске чињенице, те да их због тога не треба спомињати у гностичким системима.

### Ахмед ибн Мухамед ибн Јакуб (Ибн Мискевејх)
Ибн Мискебејх је најпре следио зороастризам и касније је прешао у ислам. Историчари сматрају да се родио у периоду између 932. и 942. године. Код Ахмеда ибн Камила ал-Кадија (умро 962. године) је изучавао историју и историографију и пуних седам година обављао дужности библиотекара Абул-Фазла ибн ал-Амида. Нешто касније је био специјални саветник Мухалабија, министра Муизудале Дејламија. Овај славни муслимански мислилац преминуо је 1030. Иза себе је оставио бројна научна дела:
- ал-Фауз ал-акбар (срп. Већа победа)
- ал-Фауз ал-асгар (срп. Мања победа)
- Анас ал-фарид (срп. Присан усамљеном) – ова књига садржи бројне пословице, мудре приче и изреке, које су написане књижевним језиком.
- Таџариб ал-умам (срп. Искуства народа)
- Тариб ас-са'ада (срп. Редослед блаженства) – Ибн Мискевеј у овом делу пише о етици и политици.
- ал-Китаб ал-мустауфа (срп. Књига потпуна)
- ал-Китаб ал-ђами (срп. Књига обухвата)
- ас-Сијар (срп. Прегледи/Путописи)
- ал-Хикма ал-халида (срп. Вечна мудрост)
- Тахзиб ал-ахлак (срп. Едификација морала)
- Рисалатун фи ал-лизза ва ал-алам фи џаухари ан-нафс (срп. Посланица о сласти и болу у сржи душе)
- Аџвибатун ва асилатун фи ан-нафс ва ал-акл (срп. Одговори и питања о души и разуму)
- Рисалатун фи ђаваби суали Али ибн Мухамед Аби Хајан ас-Суфи (срп. Одговор на питање Алија ибн Мухамеда Абу Хајана Суфија)
- Тахара ан-нафс (срп. Чистота душе)

Његово филозофско дело Мања победа обухватан спис који је сличан Фарабијевој књизи Становишта становника Утопије. У првом делу књиге, аутор образлаже аргументе у корист божјег постојања. Друга глава садржи расправе о души и о њеним разним поделама и категоријама, док се у целој трећој глави објашњава суштина посланства и мисионарства. Ибн Мискевејх на страницама ове књиге покушава да докаже да је чин стварања покренут из непостојања. Наиме, он тврди да је Бог створио свет ни од чега (лат. ex nihilo), те да су се форме и облици створеног постања постепено мењали све док материја није добила своје стабилно стање. На основу свог становишта, прва форма материјалног постојња нестаје како би остале форме могле да постану ни од чега. Стога, Ибн Мискевејх сматра да свако постојање унутар узрочно-последичног система представља непоновљиви аспект јединствене егзистенције.
Ибн Мискевејхова теорија еволуције егзистенције садржи четири развојна периода које он, попут претходних филозофа, редом назива: неживим, биљним, животињским и људским периодом. Он аргументовано и референтно тврди да у човеку постоји одређени егзистенцијални аспект који називамо душом, а који поима чињенице и разликује исправне од неисправних исказа. Душа, по његовом мишљењу, има моћ да појми просте, али и сложене емпиријске и рационалне појмове. Теорије о души углавнм су фундаменти рационалне психологије овог славног муслиманског мислиоца, који у својим истраживањим на овом пољу умногоме следи методу старогрчких филозофа, попут Платона и Аристотела.

### Ибн Сина (Авицена)
Авиценина филозофија која се темељи на становиштима Фарабија нуди хармоничан светоназор у складу са извесним рационалним фундаментима. Одлика по којој се његова филозофија издраваја од пређашњих старогрчких и исламских рационалних онтолошких система јесте њена екстремно изражена логичка и методолошка уређеност. Овај исламски филозоф, попут осталих практичара – како из предисламског периода тако и из периода после појаве ислама – сматрао је да филозофски систем своју аутентичност црпи једино из својих логички одређених постулата. Према томе, он покушава да све аргументације које користи у својим објашњењима прикаже у крајње јасној логичкој форми.
Његова становишта о егзистенцији, о однозу између тела и душе, о епистемологији, о посланству и мисионарству, те о теозофији и онтологији, знатно су испред укупног научног и филозофског амбијента у којем је живео. Он је, између осталог, доказао да форма и материја немају одвојена постојања. Како он тврди, ту је реч о линеарној егзистенционалној разлици, што значи да једно представља суштину и есенцију материјалног бића, док друго указује на његове акциденталне димензије и елементе. О прецизном дносу између форме и материје Авицена пише у свом енциклопедијском делу аш-Шира (срп. Исцељење).
Авицена је изнео и теорију о односу између човекове душе и тела у одређеној мери коју је формулисао под утицајем Аристотелових дела. Упркос томе, он је супротно Аристотелу прихватио неку врсту опширнијег и израженијег дуализма о том питању. Авицена на многим местима у својим књигама пкушава да образложи ово питање и да кроз своје филозофске демонстрације укаже на могућност човековог директног сазнања, у оквиру ког појмови нипошто нису присутни. Он је на тај начин закључио да човекова душа самостално постоји као иматеријално биће. Са друге стране, он тврди да човеков разум нипошто не може бити материјалан. Стога, говорећи о томе да човек поима разне чињнице, Авицена још једном долази до рационалног закључка да човеково постање не може бити ограничено само на његово материјално тело, већ да поред његовог материјалног постојања постоји и његово иматеријално биће које називамо душом, а које због свог посебног егзистенцијалног положаја подржава човекову телесну функционалност.
У својој епистемолошкој теорији, овај славни филозоф прави разлику између појмовног и присутног сазнања и покушава да човекове интелектуалне активности подели на основу њиховог квалитета. Теорија у којој он разматра човекову имагинацију (ал-кува ал-вахима) један је од главних елемената његовог сложеног становишта о човековом сазнању. У том низу, он истиче да појмови које стичемо на емпиријски начин путем осталих чула разоткривају само неке акциденталне појмове у материјалном свету, попут боје и укуса, а не суштину материјалних чињеница и егзистената.
Авиценина доктрина о веровесништву има четири различите диманзије, а то су, како он истиче, рационална, имагинарна, сакрална и политичкодруштвена димензија. Објашњавајући своје становиште, он се у одређеној мери ослања на рационалан и религијски светоназор, који су представљени у оквиру старогрчке филозофске баштине, са једне, и ислама са друге стране.

### ДруштвоИхвану Сафа
У 10. веку у Басири је основано тајно филозофско-религијско друштво са посебним друштвенополитичким усмерењима и визијама које се звало Ихвану Сафа (срп. Искрена браћа). Међу припадницима друштва се налазе неки од славних муслимански филозофа попут Зејда ибн Фра'у, Абул-Алу ал-Ма'арија, Ибн Равандија и Абу Хајана Таухидија. У суштини, чланови овог друштва су били мислиоци који су углавном желели да Платонове гностичке теорије сагледају из перспективе исламског светоназора. Они су такође придавали посебну пажњу Питагориним делима, али и делима неких славних гностика (суфија) из редова муслиманских духовних зналаца. Уз то су поштовали и рационалне основе перипатетичке филозофије, која је у то време у великој мери била пренета у оквире исламске мисаоне баштине. Шиитска теологија је такође била једна од основних интелектуалних позадина овог друштва. Чланови Ихвану Сафа свој едуативни план су дефинисали у виду четири различита степена и периода.
Први едукативни степен је био одређен за почетнике. Тај степен су похађали млади заинтересовани сстуденти. Како је едукација на овом степену трајала око петнаест година, студенти су то углавном завршавали у трећој деценији живота. Ову групу студената друштво је називало мисаоном браћом. Други степен је био предвиђен за особе које су успешно завршиле ове основне студије. Студенти и истраживачи су у овом периоду најчешће имали измећу 30 и 40 година и називани су ученом браћом. Трећи степен је припадао мудрој браћи која би желела да наставе своје интелектуално усавршавање. Они су овај степен завршавали претежно у петој деценији живота и тада стицали научно знање мудра браћа. Четврти степен је био за истакнуте научнике који би већ ушли у шесту деценију живота, а који би својим истраживачким, интелектуалним и мукотрпним научним радом допринели усавршавању знања и науке. Ову групу су називали филозофима.
Због посебних друштвенополитичких наклоњености чланова друштва Ихвану Сафа, њихови административни, али и научни и едукативни састанци, организовани су потпуно тајно. Чланови друштва су оставили за собом преко педесет научних књига и опширних траката. Они су веровали да је у научном смислу сасвим могуће да се пронађу суштинске сличности у баштима разних светских религија, попут ислама, хришћанства и јудаизма, па чак и оних мање познатих попут зороастризма и манихејства, те да се те сличности образложе интелектуалним и рационалним језиком. Они су имали сличан став у вези са раним филозофским системима, почев од древних мање познатих раздобља у историји човечанства, па преко старогрчке баштине презентоване углавном у Платоновим и Аристотеловим делима, и све до исламског периода значајних гностичких и филозофских школа. Према уверењима чланова овог друштва, филозофија и метафизика (ал-илм ал-илахи) обухватају пет различитих ступњева:
- Знање о Богу и о његовим истакнутим атрибуцијама
- Знање о иматеријалним и духовним бићима – под овим ступњем су подразумевали знање о бићима која су како у својој бити тако и у својим делима потпуно одвојена од материје и временских и просторних ограничења
- Знање о души – под овим ступњем су сматрали иматеријална и духовна бића која се у својим делима директно повезују са материјом, али су у својој бити потпуно одвојена од ње. Пример таквих постојања је човекова душа.
- Знање о есхатологији и животу после смрти
- знање о политици и друштву

Овај последњи ступањ су делили на пет мањих грана:
- профетолошка политика (ас-сијаса ан-набавија)
- монархијска политика (ас-сијаса ал-мулкија)
- општа политика (ас-сијана ал-ама)
- посебна политика (ас-сијана ал-хаса)
- лична политика (сијаса аз-зат)

### Абу Хамид Мухамед ибн Мухамед Газали Туси
Газали је рођен за време владавине селџучке династије, у другој половини 11 века, када су у исламском свету теолошке дискусије биле најнапредније. Већ током младости Газали је показао своје интелектуалне способности и успео да учврсти положај у угледним едукативним круговима оновремених муслиманских научника. Млади Мухамед је уводне верске и књижевне науе савладао код познатијих предавача попут Абу Насра Исмаилија и Ахемеда Радканија. Газали није имао ни пуних 30 година када је овладао великим делом тадашњих религијских наука и дисциплина, попут књижевности, јуриспруденције, етике, теологије и филозофије.
Ихјау улум ад-дин (срп. Препород религијских наука) је најважније Газалијево научно дело, у којем он детаљно пише о мудрим изремака муслиманских верника, као и о филозофији, етици и о осталим религијским научним дисциплинама. Ова књига је написана на арапском језику и састоји се из четири дела које је он назвао: богослужење (ал-'ибадат), обичаји (ал-адат), фактори уништења (ал-мухликат) и фактори спасења (ал-мунџијат). 

## Логика
Логика је грана филозофије којом су се муслимани доста бавили. Ипак, муслимани су у првим вековима по појави ислама развили свој засебан логички стил тако да су своје научне дисциплине унапређивали а да ни најмање нису били надахнути Аристотеловом логиком. Таква традиционална логика се уочава у исламској теологији и јурисптуденцији, али и у њиховој посебној методологији. Муслимански мислиоци су своја мукотрпна научна прегнућа вековима усредсређивали на развој тих наука. Оснањајући се на своје закључке, а не на Аристотелове формалне логичке принципе, они су долазили до нових научних достигнућа и често решавали одређене нејасноће у својим интерпретацијама религијских исказа. Муслимански теолози и правници су се до 11. века, изузев одређених случајева, углавном ослањали на свој традиционални методолошки приступ знању и тек од тада су се знатније посветили изучавању Аристотелове логике. Ово је био изузетак, јер су се наука и филозофија у средњевековном исламском свету углавном ослањале на преводе старогрчких дела.
Аристотелове логичке списе о категоријама, о силогистици и о осталим логичким темама и фразама, први пут у историји исламске цивилизације превео је на арапски језик ирански мислилац Ибн Мукафа. То су недуго касније наставили и други муслимански преводиоци. Њихове преводе су својим драгоценим коментарима у следећем периоду унапредили славни муслимански филозофи попут Абу Јакуба Киндија, Мате ибн Јунуса ибн Сине (Авицене), Хахманијара и Лаукарија. Међутим, највећи допринос муслиманских филозофа научном развоју аристотелове логике представљен је у грандиозном Авиценином енциклопедијском делу аш-Шифра (срп. Исцељење). Аутор дела остао је веран Аристотеловим логичким исказима, које је коментарисао и елаборирао. 

### Абу Наср Фараби
Абу Наср Фараби је први муслимански филозоф који се посветио стручном изучавању логике. Нажалост, од његових дела је остао само коментар Аристотелогог Органона. Фараби је инсистирао на томе да логичке вештине обогаћују знање о принципима који ће, уколико их следимо, усмерити разум ка путу истине и удаљити га од свих грешака у мишљењу. Он сматра да је однос између логике и интелектуалних концепција личан однос између граматике и речи, као и онсу између прозодије и поезије.
Фараби је неретко говорио о практочним и примењеним аспектима логике са циљем да рационалне концепције вреднује искључиво помоћу логичких инструмената. Он је сматрао да практично искуство у погледу реторичких и полемичких вештина, као и у геометрији и аритметици, нипошто не може заменити логичко научно и методолошко умеће. Фараби истиче да логика, упркос уобичајној дефиницији у тадиционалним друштвима, није попут непотребног научног украса који се лако може надокнадити природним талентом. 
Он под логиком подразумева теме у оквиру којим се разматрају доминантни принципи интелектуалних концепција. Фараби следећи старије класификације теме дели у 8 група:
- категорије (ал-макулат)
- интерпретације (ал-казаја/ал-ибарат)
- прва аналитичка или формални силогизам (ал-кијас ас-сури)
- друга аналитичка или рационална демонстрација (ал-бурхан)
- полемика (ал-џадал)
- софистика или паралогизам (ал-мугалата)
- реторика (ал-хитаба)
- поетика (аш-ши'р)

Фараби је на два начина допринео усавршавању старогрчке логике. Са једне стране је Аристотелову логику локализовао у исламском свету и на најбољи начин је разјаснио. Са друге стране сасвим иновативно је формулисао пет логичких вештина, односно петоструку поделу аргументације.

### Хаџе Насирудин Туси
Хаџе Насирудин Туси је био утемељивач нових смерница у исламској рационалној теологији (ал-калам ал-фалсафи). Поред драгоцених списа о јуриспруденцији и о њеној методологији, као и о теозофији, филозофији, теологији, математици и астрономији, за собом је оставио и грандиозна дела о логици и њеним принципима. Од његових логичких списа се издвајају коментар поглавља о логици у Авиценином делу ал-Ишрат ва ат-танбихат, као и његова ауторска дела Радил ал-мијар (срп. Модификација критеријума) и Таџрид ал-мантик (срп. Апстракција логике).
Туси је логику сматрао засебном науком која у односу на друге науке има инструменталну и приручничку улогу. Он сматра да је њен научни задатак, пре свега, да се сазнају значења разних концепција и њихови међусобни односи. Туси је инструменталну улогу логике објашњавао као њену значајну улогу у процесу поимања других наука. Логичке вештине су, према Тусијевој оцени, на тај начин штитиле човекове мисли од свих грешака у размишљању.
На почетку својих анализа научних питања логике, Туси целокупно сазнање дели у две опште категорије које назива „простим појмовима“ (ат-тасавур) и „судовима“ (ат-тасдик). Он додаје да се појмови распознају помоћу дефиниција (ат-та'риф), а да судове установљавамо путем силогизма (ал-кијас). У наставку објашњава да су дефиниција и силогизам два неопходна инструмента при размишљању помоћу којих се долази до нових сазнања. Своје студије о логици Туси употпуњава користећи Авиценин облик силогизма који се битно разликује од Аристотеловог, те најзад указује и на поделе силогизма на повезани (ал-иктирани) и растављени (ал-истиснаи) силогизам, а исто се односи и на дедукцију уопште.

### Ибн Темија
Ибн Темија је био критичар старогрчке логике и филозофије, рођен у Харану 22. јануара 1263. године. У својој књизи ар-Рад ала ал-мантикијин (срп. Оспоравање логичара), он наглашава да је Хасан ибн Муса Ноубахти написао своје дело ал-Ара ва ад-дијана (срп. Мнења и веровања) да би указао на Аристотелове погрешно изведене закључке. Ибн Тејмија је осим поменуте књиге оставио за собој бројна друга ауторска дела у којима покушава да оспори и оповргне Аристотелова учења. У његова најзначајнија дела се убрајају:
- Накз ал-мантик (срп. Оповргавање Логике)
- ар-Рад ала фалсафати Ибн Рушди (срп. Оспоравање Авероесове филозофије)
- Бајану фикхи сарих ал-макул ли сахих ал-манкул (срп. Декларација о разоткривању отворених рационалних концепција из исправних традиционалних предања)
- ал-Акл ва ан-накл (срп. Разум и традиција)

Методолошки гледано, Ибн Тејмија је своју најславнију логичку књигу Оспоравање логичара отпочео детаљним разматрањем логичке терминологије и најпре се посветио појашњењу термина потпуна дефиниција (хад) и непотпуна дефиниција (каулун шарих), као и осталих најважнијих логичких термина. Он се затим осврнуо на силогистику и на поделу саржаја силогизма на демонстрацију (ал-бурхан), полемику (ал-ђадал), реторику (ал-хитаба), поетику (аш-ши'р) и софистику (ас-сафсата). У наставку, Ибн Тејмија објашњава петоструке логичке универзалије (ал-кулијат ал-хамс) на сонову којих се граде и остале логичке концепције. У последњем делу своје књиге, он разматра судове (ал-казаја), методе аргументације (ал-истидлал) и различите формалне поделе силогистике (сувар ал-кијас), као и дефиницију дедукције (ал-кијас), индукције (ал-истикра) и аналогије (ат-тамсил).